# لیویائیان
لیویائیان (نام علمی: Liwiidae) نام یک تیره از شاخه بندپایان است.